# TVE UEPG
TVE UEPG (anteriormente conhecida principalmente como TV Educativa de Ponta Grossa) é uma emissora de televisão sediada em Ponta Grossa no Paraná. Opera no canal 14 UHF (14.1 virtual), e é afiliada à TV Brasil. É a única televisão paranaense administrada por uma universidade pública na TV aberta.
Pertencia a Funepo (Fundação Educacional de Ponta Grossa), instituição pública com direitos privados e que possui tais finalidades na cidade homônima. Porém, a prefeitura de Ponta Grossa, desde 2017 não tinha mais interesse em manter o canal.
Em 2022 havia possibilidade da emissora ser extinta caso o projeto da Câmara Municipal desta cidade aprovasse o vetamento de subsídios para a FUNEPO. Dentre este contexto e contra este projeto, ventilava-se a possibilidade da universidade estadual local assumisse, pela qual foi confirmada pelo reitor Miguel Sanches Neto, afirmando que as negociações ocorriam desde março de 2022. Em agosto do mesmo ano, os vereadores aceitaram o acordo e não avançaram com o projeto para segunda discussão.
Em 15 de dezembro de 2022 com uma alteração no projeto de lei que criou a FUNEPO teve viabilização legal para a Universidade Estadual de Ponta Grossa (UEPG) assumir a gestão. Desde 20 de março de 2023 passou a ser gerida pela UEPG emprestando assim, a sua sigla para o nome fantasia. A prefeitura cedeu parte dos equipamentos e alguns funcionários permaneceram no quadro da emissora. O Núcleo de Tecnologia e Educação Aberta e a Distância (NUTEAD), integrado a parte administrativa da instituição, passou a abrigar e assumir a TVE UEPG.
Foi a primeira geradora educativa de sons e imagens no Paraná sendo administrada por um governo municipal, diferente de outras cidades que apenas contavam com a retransmissão da TVE de Curitiba (hoje Paraná Educativa). A maior parte da programação é composta por programas da TV Brasil, sendo que anteriormente, a emissora mantinha uma parceria com a Fundação Padre Anchieta, que foi firmada um ano antes de entrar em operação, e se manteve por 24 anos.

## História

### Precedentes
A emissora chegou a funcionar ilegalmente desde 1997 com a transmissão do desfile cívico de Ponta Grossa, porém a operação foi cassada pelo Ministério Público. Depois de regularizada, em meados de 1999 começou a transmitir pelo 58 UHF, porém apenas retransmitindo a TV Cultura, canal educativo paulista. A intenção era criar convênio com a Universidade Estadual de Ponta Grossa, especialmente no setor de Comunicações Sociais para parte da geração de programas locais.
Oficialmente foi inaugurada em 28 de abril de 2000 pela Fundação Educacional de Ponta Grossa, entidade de vínculos educativos e culturais criadas por Decreto Municipal em 8 de janeiro de 1981 e sendo portanto pertencente a Prefeitura Municipal de Ponta Grossa, diferentemente da maioria das concessões educativas. O então prefeito Jocelito Canto (1997-2000) entendia que a FUNEPO deveria ser extinta por não possuir recursos necessários para a manutenção da entidade. Contudo, sabendo da possibilidade da instalação de um canal com intuitos educacionais na cidade a gestão resolveu manter a fundação (vetando na Câmara Municipal o projeto que dá o fim da entidade em janeiro de 1999), o que fosse o contrário provavelmente dificultaria a instalação de mais uma geradora em Ponta Grossa. Apenas existiria uma retransmissão da TV Educativa chamada assim no governo Jaime Lerner (Paraná Educativa) do governo estadual. O estatuto da FUNEPO foi alterado em 12 de agosto de 1997 para possibilitar a administração de um canal de televisão.
Em 15 de maio de 1998, ainda sem ser uma geradora, recebeu a autorização para utilizar a radiofrequência para retransmissão através do 58 UHF e em 28 de abril de 1999 para que retransmite o canal do governo paulista. Ainda em 1998, no dia do aniversário da cidade foi protocolado a concessão de outorga para geradora de conteúdo que foi autorizado em 28 de maio de 1999 pelo vice-presidente da República, no cargo temporário de presidência, Marco Maciel, depois passando pelo plenário do Congresso Nacional. O processo foi relativamente rápido, considerando a duração de anos em que um processo como este normalmente dura, isto se deve a articulação política de Jocelito Canto no Senado e na Câmara Federal. Na Câmara o então deputado Michel Temer autorizou o decreto legislativo em 2 de dezembro de 1999 quando passou para o Senado houve opiniões diferentes, Roberto Requião afirmava que a concessão poderia ficar nas mãos do prefeito da época, no entanto o senador Álvaro Dias foi um defensor da implantação da TVE. De todo modo a FUNEPO conseguiu autorização por meio de decreto legislativo em 23 de março de 2000 assinado pelo senador Antônio Carlos Magalhães.

### Inauguração
Em 28 de abril de 2000, às 18 horas entra no ar a programação local da TV Educativa transmitindo a inauguração solene, exibindo as instalações locais que eram no sub-solo do Centro de Cultura. Como relatado por Leonardo Bressoto, ex-gerente comercial, muitas adversidades tiveram que ser perpassadas para colocar o sinal no ar. Dentre as dificuldades encontradas foram a tardia confirmação do empréstimo de equipamentos que iriam ser utilizados, os operadores não conseguiam colocar o jornal no ar sendo então chamado o responsável técnico: Pedro Slivinski, uma das ilhas de edições (do sistema S-VHS) estava com problema e que deveriam ser utilizados no setor de exibição (aonde é feito os cortes comerciais e colocados no ar os programas ao vivo) mas que ainda não estavam prontos na véspera de inauguração e mesmo no jornalismo que ainda não estava totalmente instaurado. O jornalista Marcelo Franco relatou que reportagens gravadas simplesmente desapareceram. A Gazeta do Povo criticou o corte das entrevistas e as gafes em geral bem como a duração das imagens de obras da Prefeitura (o que pode ter relação ou não com os materiais perdidos, apesar do então prefeito negar qualquer ordem no que foi exibido pelo canal).
O primeiro telejornal exibido foi no mesmo dia em que houve a inauguração apresentado por Regis Luiz Rieger e Eduardo Ribeiro (hoje na RecordTV e Record News) as oito horas da noite, contando com uma entrevista ao senador Álvaro Dias, articulador no processo de outorga da TVE. Segundo Jocelito Canto, a ideia era de que o material produzido pela TV fosse utilizado pelas escolas municipais e que na grade contivesse programas de auditório, além dos jornalísticos, de entrevistas e de debates. O mesmo se defende de acusações de tentativa de marcar sua imagem pela TV bem com as denúncias feitas pelo Fantástico (Rede Globo).
Jocelito, quando questionado sobre sua participação na TVE:
"Uma forma de garantir credibilidade da emissora, afinal era o prefeito presente na TV"
No início a equipe de jornalismo possuía redator, 3 profissionais responsáveis pelas pautas, um diretor e um editor, além disto havia 6 equipes composta por cinegrafista, repórteres e motoristas. Havia o Jornal da TVE ao 12:30 e o Jornal da Noite, que diferente do primeiro que era apenas meia hora, o segundo durava o dobro de duração. Em outubro a Maria Arlete Cadek deixa a diretoria do jornalismo, carga que posteriormente foi ocupado por Ana Cláudia Ferreira Gambassi.  A primeira grade de programação era composta além dos dois telejornais citados anteriormente dos programas (respectivamente de segunda à domingo, um em cada dia): Esportemoção, UEPG na Educativa, Som da Cidade (durante um tempo apresentado pelo próprio Jocelito Canto), Revelações, Bravo e Frito do Léo e Querência Gaúcha. Exceto Contraponto, Esportemoção e Som da Cidade os demais programas foram extinto brevemente em setembro, estes outros ficariam no ar até o final do ano 2000, a não ser o programa Contraponto que prosseguiu no ano seguinte.

### Novas gestões e cassação da outorga
Durante o mandato de Péricles Holleben Mello (2001-2004) houve mudança em quase toda a diretoria do canal. A programação também passou a ser reavaliada, devido a infraestrutura e equipe limitada. Na mudança de gestão restou apenas um telejornal que foi reduzido pela metade a sua duração (o Jornal da Noite passou a ser chamado simplesmente de Jornal da TVE) explicado devido a redução do número de profissionais. O noticiário juntamente com o programa Contraponto duraram até 24 de setembro de 2001 quando por determinação do Ministério Público a programação local foi suspensa. O promotor Mauro Rocha tinha aberto esta possibilidade um mês antes com o anúncio de irregularidades por parte do Sindicato dos Servidores Públicos Municipais. Os motivos são a criação de cargos, a contratação sem um concurso público e alterações no solário sem avaliação mediante o orçamento, sendo que já tinha passado pela análise jurídica da FUNEPO. O promotor disse ainda que 98% dos repasses vem da prefeitura, sendo que não há outro órgão financiador da fundação. Até agosto de 2001 a televisão tinha 33 funcionários. Segundo Regis Luiz Rieger que inclusive trabalhou na TVE havia dívidas desde a inauguração do canal. Posteriormente os equipamentos foram devolvidos e os funcionários demitidos, restando apenas poucos membros que refletiriam sobre como retomar com a programação local e dos cuidados da retransmissão da TV Cultura. Em 2002 surgiu a possibilidade da retransmissão do Canal Futura mas que não se concretizou. Embora fosse a expectativa da Federação das Indústrias, o antigo Centro Federal de Educação Tecnológica, Fundação Cultural e Universidade Estadual de Ponta Grossa. A diretora de programação do canal carioca, Lucia Araújo esteve em Ponta Grossa em conversa com a direção executiva em nome de Fernando Esteche e demais membros.

Logo de 2014-2017

Péricles gostaria que fosse criado um plano de cargos e salários e também um aumento da participação popular no Conselho de Curadores da Fundação Educacional de Ponta Grossa, para o segundo prefeito após a estreia do canal:  
"A TVE é o espelho pelo quas as pessoas se vêm e se reconhecem"
O estatuto foi alterado mas como as alterações da Lei foram mandadas para a Câmara Municipal muito das decisões tinham interferências dos vereadores. O novo conselho pediu por alterações mais drásticas e controlar outros veículos de comunicação bem como a solicitação da menor influência da administração municipal. O prefeito que ficou até o termino de 2004 mandou recursos de equipamentos para a manutenção e funcionamento da TV Educativa. A mesma retomou as suas atividades em 21 de abril de 2004, porém transmitindo apenas o Jornal da TVE na apresentação de Regis Luiz Rieger. Ficou por um tempo uma equipe de jornalistas até a contração do pessoal que entraria no quadro de funcionários a partir do dia 6 de agosto de 2004, graças a um concurso público. Altair Ramalho foi diretor de jornalismo e apresentador no canal chegou a atuar na mesma entre 2004 e 2012.
Na primeira semana de dezembro de 2010 a TVE mudou seu endereço para aonde se localiza o extinto Clube Guaíra (arrematado pela prefeitura em 6 de julho de 2007 por 1,9 milhão de reais), interrompendo a programação por um curto período de dias. A mesma se encontra no 3° andar e divide o edifício com a Autarquia Municipal de Trânsito que esta lá desde 2008, sendo que a mudança da TV Educativa definitivamente para o novo prédio levou mais de um ano. No dia 9 de novembro de 2012, o ex-prefeito Pedro Wosgrau Filho entrega o edifício reformado (ficando conhecido como "Espaço Guaíra"), na época a TVE passou a ficar com uma área de 1000 m². Em 2014 já na gestão de Marcelo Rangel, a ÉTV (chamado assim durante a direção de Guilherme Pikunas) trouxe novos programas e transmissões ao vivo de outros municípios, além disso foi adquirido um link aéreo digital para transmissões fora dos estúdios em uma qualidade maior. O atual diretor de jornalismo é Marcelo Franco, apresentador do Jornal da Educativa.

### Reinauguração e digitalização
A emissora ponta-grossense operou por 17 anos no canal 58 UHF antes de digitalizar-se. Além da transmissão em sinal aberto, a mesma transmite o seu sinal pelo canal 8 na TV a cabo (disponível pela NET) e mais recentemente buscando atingir um público maior é disponibilizado a transmissão ao vivo da Jornal da Educativa pelo Facebook desde a segunda metade de outubro de 2017.
Com a reeleição do prefeito Marcelo Rangel foi dito no término de 2016 que a emissora seria extinta resultando em repúdio pelo Conselho de Curadores da FUNEPO e então desde o início de 2017 houve a preocupação que a concessão fosse devolvida a União (incluindo outras propostas feitas pela prefeitura) assim como que não houvesse a mudança para uma tecnologia de transmissão melhor. O tempo passou e a gestão afirmaria na sequência que iria garantir tal processo de mudanças.
Em agosto de 2017 é anunciado pelo prefeito da época, Marcelo Rangel quando a digitalização do canal iria ocorrer, sendo iniciado com a logomarca em 3D e nova programação para o segundo semestre de 2017, a previsão para o sinal digital em definitivo teve seu prazo limite para janeiro de 2018 (ocorrendo após muitos atrasos na última semana anterior ao término do sinal analógico).
Em 26 de setembro de 2017 a TV Educativa lançou um pregão eletrônico para abrir a licitação da compra de um transmissor com uma potência de 1.8 kW que opere em 14 UHF no sistema digital brasileiro. Apenas em 24 de janeiro de 2017, uma semana antes do desligamento do sinal analógico no município é que a mesma consegue autorização por parte dos Ministérios das Comunicações para operar digitalmente. Algumas cidades nos arredores conseguem receber o sinal direto como em Carambeí e Ipiranga, e parcialmente em Palmeira, Imbituva e Teixeira Soares.
Desde 28 de janeiro de 2017 opera no sinal digital, na data em questão estava irradiando cerca de 2.8 kW a partir do canal físico 14 UHF (virtual 58.1), antes ocupado pela Rede Vida analógica. Porém apesar de estar em 16x9 não estava sendo exibido em HD. Atualmente, a programação da rede é exibida em alta definição. Segundo o diretor Luiz Fernando Souza (nomeado diretor da TVE desde fevereiro de 2017) outros setores do canal também passaram por modernizações e melhorias técnicas como os estúdios e equipamentos, a meta é atingir em sua cobertura os 19 municípios dos Campos Gerais. A mesma se considera como "a maior produtora de conteúdo local" dentre as televisões paranaenses. Transmissores deveriam ser instalados nas cidades vizinhas para cobrir ao menos 10 municípios. Em de 19 de maio de 2018 equipamentos que iriam ser utilizados para transmissão esportiva pela série C do Campeonato Brasileiro foram furtados, o prejuízo, segundo o apresentador Cândido Neto é de 30 mil reais além de prejudicar a transmissão da partida. Desde 12 de maio de 2019 passa a transmitir a programação nacional em alta definição, deixando fora do ar por dois dias o canal para a transição.
Em 10 de setembro de 2019 o canal é reinaugurado, contando com a presença de Luiz Fernando Souza (diretor executivo), Fernando Durante (presidente da FUNEPO) e Elizabeth Schmidt (vice-prefeita). Foram gastos pela Prefeitura Municipal de Ponta Grossa cerca de R$ 1 milhão, fazendo parte do processo de reformulação da TV Educativa. Tal iniciativa faz parte do processo de reformulação que iniciou com a digitalização do canal em janeiro de 2018, mudanças do cenário em fevereiro de 2019 em seu principal programa e a transmissão em HD em maio do mesmo ano,
Após o espaço da TV ter sido destinado para as gravações do "Vem Aprender" (aulas para a rede municipal de ensino, durante abril de 2020 e agosto de 2021), a TV Educativa tem ao ar apenas dois programas locais: O renomado Esporte Emoção e o programa cultural, CulturAção.

### TVE UEPG
Com a UEPG assumindo o canal, as primeiras mudanças foram observadas em abril de 2023, com alteração do canal virtual para corresponder ao mesmo do canal físico (14.1), além do webcast pelo sítio oficial. Melhorias na qualidade de imagem e de sinal, vieram posteriormente. 

### Parceria com a TV Brasil
Em 27 de junho de 2024, a TV UEPG anunciou que passaria a se tornar afiliada à TV Brasil, o que marcaria o fim da parceria com a TV Cultura após 24 anos seguidos. A nova programação estreou no dia 6 de julho.

## Programas
Desconsiderando a programação de São Paulo, o número de programas feitos e exbidos localmente foram aproximadamente 15 em 2019 durante a administração da prefeitura de Ponta Grossa.
Eventos que ocorrem na região muitas vezes eram transmitidos pela TVE. É veiculado na grade transmissões esportivas como partidas do Operário Ferroviário (em parceira com o portal A Rede), equipe de futebol profissional na cidade. Já foi transmitindo desfiles, o Festival de Música dos Campos Gerais, o carnaval de Tibagi, a Münchenfest e o Festival Universitário da Canção (FUC). Em 25 de outubro de 2018 é firmado uma parceira com o Grupo RIC para o auxílio na transmissão dos jogos e investimentos em programas locais, o diretor executivo se reuniu com o presidente Petreli e também com o diretor comercial da RIC TV.
Devido a pandemia do COVID-19, desde 20 de abril de 2020 as aulas municipais de Ponta Grossa foram transmitidas pelo canal, diferentes de outras TVs educativas, as aulas estão sendo passadas na grade corrente, não utilizando a multiprogramação. O programa conhecido como Vem Aprender tem ao todo são de 60 minutos, divido em três partes e é realizado pela Secretaria Municipal de Educação (SME).
Com a administração da UEPG, foram transmitidas novamente em maio de 2023 o Festival Universitário da Canção (FUC), contando com a apresentação de artistas locais em suas edições anteriores (2021 e 2022).

## Retransmissoras[56]
| Cidade                | Analógico | Digital | Cidade   | Analógico | Digital | Cidade | Analógico | Digital | Cidade         | Analógico | Digital |
| --------------------- | --------- | ------- | -------- | --------- | ------- | ------ | --------- | ------- | -------------- | --------- | ------- |
| Guamiranga (Imbituva) | 52        | -       | Ipiranga | 38        | -       | Irati  | 17        | -       | Ivaí           | 29        | -       |
| Prudentópolis         | 40        | -       | Reserva  | 22        | -       | Tibagi | 24        | -       | Telêmaco Borba | 9         | -       |